# Albert Pürgstaller
Albert Pürgstaller (* 12. Mai 1954 in Brixen) ist ein italienischer Politiker aus Südtirol und ehemaliger Bürgermeister von Brixen (2005–2015).

## Biographie
Pürgstaller absolvierte eine Ausbildung als Fachingenieur in Elektrotechnik und war von 1975 bis 1998 in der Privatwirtschaft tätig. 1990 wurde er auf der Liste der Südtiroler Volkspartei in den Brixner Gemeinderat gewählt, von 1995 bis 1998 war er Stadtrat für öffentliche Arbeiten, Urbanistik und Umwelt. Daneben engagierte er sich auch in parteiinternen Gremien und war unter anderem von 1994 bis 2005 Vorsitzender des Arbeitnehmer-Flügels.
Bei den Wahlen 1998 und 2003 konnte Pürgstaller einen Sitz im Südtiroler Landtag und damit gleichzeitig im Regionalrat Trentino-Südtirol erringen. 2005 trat er als Bürgermeisterkandidat für Brixen gegen Hans Heiss von den Südtiroler Grünen an. Nach seiner erfolgreichen Wahl verzichtete Pürgstaller auf sein Landtagsmandat. Von 2005 bis 2010 leitete er zusätzlich als Präsident das Südtiroler Wohnbauinstitut (WOBI). Nachdem er bei den Kommunalwahlen 2010 als Bürgermeister bestätigt worden war, erklärte er im November 2014 seinen Verzicht auf eine erneute Kandidatur, und schied 2015 aus der aktiven Politik aus. Anschließend begann er, an der Universität Innsbruck Kunstgeschichte und an der Philosophisch-Theologischen Hochschule Brixen Philosophie zu studieren. 2023 schloss er das Kunstgeschichtestudium mit einer Master-Arbeit zur Brixner Hofburg ab, im selben Jahr erlangte er auch das Bachelor-Diplom in Philosophie.